# Contrarrevolução de Liniers
A Contrarrevolução de Liniers ocorreu no vice-reinado espanhol do Rio da Prata após a Revolução de Maio de 1810. O ex-vice-rei Santiago de Liniers, liderou uma tentativa contrarrevolucionária malfadada da cidade de Córdoba (na Argentina), e foi rapidamente frustrado pelas forças patrióticas do recém formado Exército do Norte. Francisco Ortiz de Ocampo, o líder do Exército do Norte, capturou os líderes e os despachou para Buenos Aires como prisioneiros, mas, por ordem da Primeira Junta, foram interceptados e executados antes da chegada. E resultou no controle político e militar completo da Intendência de Córdoba del Tucumán.